# Al-Hasan ibn Ahmad ibn Abi Khinzir
 (septembre 2024).
Al-Hasan ibn Ahmad ibn Abi Khinzir (en arabe : الحسن بن أحمد بن أبي خنزير ; fl. 909-914) est un commandant militaire fatimide issu de la tribu berbère des Kutamas. Il est le premier gouverneur fatimide de Kairouan et de la Sicile.

## Origines

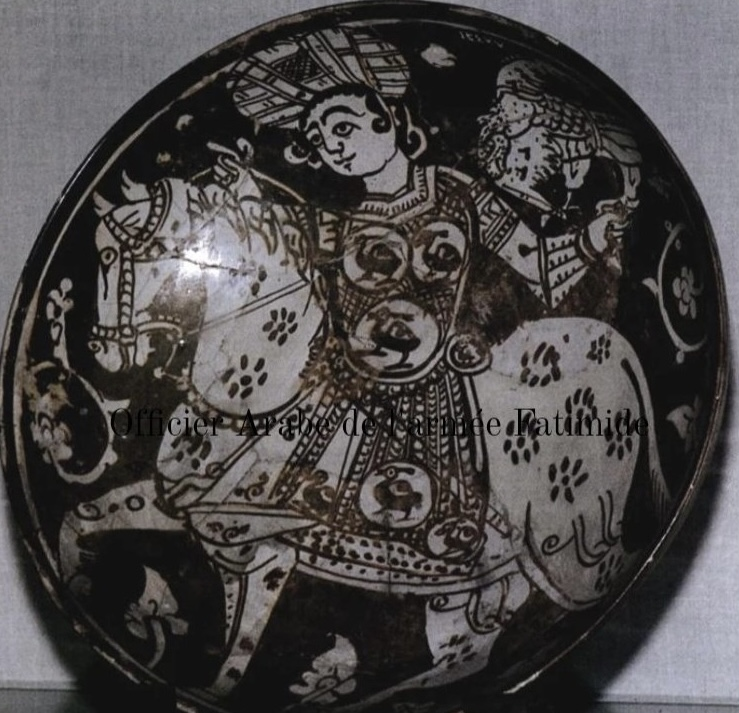
Un soldat Berbers Kutamas

Al-Hasan ibn Ahmad ibn Abi Khinzir est un des principaux chefs de la tribu berbère des Kutamas. Il rejoint la da’wa ismaélienne dirigée par Abu Abd Allah ach-Chi'i, et lorsque les Kutamas renversent la dynastie  aghlabide d’Ifriqiya en mars 909 et établissent le califat fatimide, Ibn Abi Khinzir est choisi comme gouverneur (wali) de la capitale de l’Ifriqiya, Kairouan. Son frère, Khalaf, devient gouverneur de l’ancien centre administratif aghlabide d’al-Qasr al-Qadim au même moment. Leur nomination est confirmée par le nouveau calife fatimide, Ubayd Allah al-Mahdi, lorsqu’il prend les rênes du pouvoir au début de 910. En tant que gouverneur, Ibn Abi Khinzir contribue à imposer les rituels chiites à Kairouan, ce qui lui vaut la profonde inimitié des juristes sunnites malékites.

## Gouverneur de Sicile
Peu de temps après, al-Mahdi nomme Ibn Abi Khinzir son premier gouverneur en Sicile, que les Aghlabides avaient largement conquise sur l’Empire byzantin. Il est accompagné de son frère Ali et du nouveau chef des qadi de l’île, Ishaq ibn Abi Minhal, ainsi que d’un nouveau fonctionnaire, le « Seigneur du cinquième » (sahib al-khums), qui est envoyé pour collecter un cinquième de tous les revenus selon les traditions juridiques chiites – ce à quoi la caste des guerriers siciliens sunnites et farouchement indépendants, s’oppose avec véhémence. Le nouveau gouverneur arrive à Mazara le 20 août 910 et se dirigea vers la capitale de l’île, Palerme, tout en laissant son frère à Agrigente, qui est tenue par une forte garnison berbère. À l’été 911, Ibn Abi Khinzir mène la campagne de raid annuelle habituelle contre les derniers bastions byzantins dans le nord-est (le Val Demone). Il fait quelques prisonniers et dévaste les champs, mais ne capture aucun fort. Au début de 913, le sahib al-khums est assassiné, le frère d’Ibn Abi Khinzar expulsé d’Agrigente et al-Balawi destitué. De 913 à 916, la Sicile était en révolte contre les Fatimides,.

## Retour à Kairouan
À son retour, il reprend son poste à Kairouan. Les tensions entre les Kutamas et les habitants de Kairouan restent non résolues, car les Kutamas considèrent que c’était leur droit inaliénable, acquis dans la guerre sainte, de piller la ville. Le 10 avril 912, les Kutamas pillent la ville, à la suite d'un affrontement sur la place du marché entre les Kutamas et les marchands locaux. La population de Kairouan se mobilise et tue tous les Kutamas qu'ils ont pu trouver à l'intérieur des murs de la ville ; on dénombre plus de 700 mort. Impuissant à arrêter cela, Ibn Abi Khinzir réussit à calmer les choses, et rapidement enlève les cadavres en les jetant dans les canalisation. Comme personne ne peut être tenu responsable de cet acte, le calife al-Mahdi doit se contenter d’excuses formelles auprès des Kutamas de la part des notables de la ville et d’une amende.

## Exécution
En juillet 914, la flotte sicilienne, commandée par le fils cadet d’Ibn Qurhub, Mohammed, attaque les côtes de l’Ifriqiya. À Leptis Minor, les Siciliens surprennent une escadre navale fatimide le 18 juillet : la flotte fatimide est incendiée et 600 prisonniers sont faits. Parmi ces derniers se trouve Ibn Abi Khinzir, qui est exécuté,. En juillet 916, lorsque Ibn Qurhub et ses disciples sont déposés et livrés à al-Mahdi, ils sont fouettés sur la tombe d’Ibn Abi Khinzir, mutilés et crucifiés publiquement,.